# Duše s vytrhanou podlahou
Duše s vytrhanou podlahou je básnická sbírka Rostislava Valuška vydaná v roce 2006 v nakladatelství Votobia. 

## Obsah
Básnická sbírka je psána formou haiku. Zvolením tohoto básnického útvaru se Valušek přiřadil k řadě českých básníků, kteří se zejména počátkem 21. století o haiku pokoušeli, např. Jiří Dědeček, Miroslava Dolistová, Miroslav Fišmeister, Libor Koval, Petr Mikeš, Roman Szpuk, Zbyněk Šiška.
Duší bez podlahy snad myslí Valušek duši, která nemá základy, a tak se vznáší na půli cesty mezi nebem a zemí – žije život. Tato cesta není prosta hledání, ani temných nocí. Na cestě si uvědomuje konečnost života – smrt. Dochází však i k vyrovnání se se smrtí prostřednictvím hledání a naleznutí cíle. „Neukotvenost“ duše vidí jako zmítání se mezi lidským a božským, mezi zemí a nebem, zlým a dobrým, neboli v obrazu rozděleného srdce. Život je tedy problematizován samotnou dvojí lidskou podstatou, sklony k dobrému i zlému zároveň. Dvojí základní princip s sebou nese melancholii. Onu malomyslnost bychom mohli v této souvislosti vnímat jako temnou noc podobnou nocím mystiků typu Jana od Kříže, Terezie z Avily, či básníka Jana Kameníka, kdy jednak není pociťována útěcha ani ze strany pomíjivého světa, ale ani jinak, od nepomíjivého Boha. Stav největší bezradnosti, s sebou nese touhu po něčem, co tesknotu dokáže překlenout, co ji převyšuje. Protože ono neklidné a nestálé tady a teď se proměňuje okamžikem jeho vyřčení. Časnost, život tváří v tvář smrti nelze označit jinak než za vanitas vanitatis. Dalo by se říci, že právě v neutěšeném stavu marnosti se stupňuje touha po přesahu.
V celé sbírce hraje, zdá se, Valušek pouze na temnou strunu. Napříč sbírkou se z motivů smrti objevují hlavně kostlivci, márnice, máry, hrob, sutiny, dies irae. Biblické motivy podporují onu atmosféru hrůzy, strachu. Jedná se především o motivy ze Starého zákona – Azrael, anděl smrti, a varovné mene tekel. Jako memento mori slouží i samotný kříž. Valušek využívá také motivů z řecké mytologie. Jedná se především o výjevy spojené s říší mrtvých, Hádem – jejími řekami Léthé a Mnémosyné. Dále se ve sbírce objevují Moiry, bohyně osudu, tedy „sudičky“, jež spřádají lidský osud. Ty ještě stupňují bezútěšnost situace, protože člověk nemůže změnit konec života na zemi.
Proti všem těmto odkazům mementa mori staví básník touhu po Bohu, který není konečný. Bůh otec je zobrazen jakožto keř, neboli jedno ze starozákonních vyobrazení Boha jako hořícího keře, který však neshořel, a vyobrazení Krista jako muže bez poskvrny, s poukázáním na jeho smrt. Touží dát svému životu smysl, upnout se k něčemu, co jej převyšuje. Tak přirovnává člověka ke psu, který hledá svého pána. Najdeme zde i další odkazy, které můžeme chápat jako poukázání na Boží vtělení do lidské podstaty v Kristu. Uvědoměním si tohoto pak nachází smysl i v lidském utrpení. Žitý život v něm už nevzbuzuje tíseň, protože na jejím dně nachází lásku. U tematizace žitého života dochází k menší proměně, člověk totiž nesmí pozbýt svého cíle. Vymezený cíl však zůstává napsán formou otázky, totiž jestli přítomná realita již s vytyčeným cílem koresponduje.